# Vireó de Providencia
El vireó de Providencia (Vireo approximans) és un ocell de la família dels vireònids (Vireonidae).

## Hàbitat i distribució
Habita garrigues, arbusts i sotabosc de l'illa de Providencia, propera a Nicaragua oriental.

## Taxonomia
Considerada sovint una subespècie de Vireo pallens, el Congrés Ornitològic Internacional versió 13.1 (2023) la considera una espècie de ple dret arran treballs com ara Donegan et al. 2015, amb el nom en anglès de "Providencia Vireo" (vireó de Providencia)